# Ville Platte
Ville Platte település az Amerikai Egyesült Államok Louisiana államában, Evangeline megyében, melynek megyeszékhelye is. Lakosainak száma 6303 fő (2020. április 1.).

## Népesség
A település népességének változása:

| 2010 | 7 430 |
| 2020 | 6 303 |